# Spike Chunsoft
Spike Chunsoft Co., Ltd. (en japonés: 株式会社スパイク・チュンソフト; en hepburn: Kabushikigaisha Supaiku Chunsofuto) es una compañía desarrolladora  y localizadora de videojuegos japonesa, especializada en los videojuegos de rol y novelas visuales. La compañía fue fundada en 1984 como Chunsoft Co., Ltd y es el resultado de una fusión en 2012, con la compañía Spike.  Es propiedad de Dwango. el Creador de la Animación es Spike

## Historia
La compañía Chunsoft fue fundada por Koichi Nakamura, un diseñador y programador de videojuegos, que se había unido a Enix. El término ''Chun'' en la compañía, es del nombre el primer fundador de la compañía kanji Naka (中), mientras que Naka es leído como "Chun" en el Mahjong japonés. Spike Chunsoft es el creador de la saga Mystery Dungeon, los primeros cinco títulos del videojuego de rol Dragon Quest, y la saga del videojuego de aventura Danganronpa y Zero Escape.
En 2017, Spike Chunsoft estableció una filial norteamericana con sede en Long Beach, California, para llevar a cabo la localización futura de sus videojuegos.

## Títulos

### Desarrollado como Spike
- Conception: Mena no Kodomo o Undekure!
- Crimson Tears
- Danganronpa: Trigger Happy Havoc
- Danganronpa 2: Goodbye Despair
- Dragon Ball: Raging Blast
- Dragon Ball Z: Raging Blast 2
- Dragon Ball Z: Budokai Tenkaichi
- Dragon Ball Z: Budokai Tenkaichi 2
- Dragon Ball Z: Budokai Tenkaichi 3
- Dragon Ball Z: Tenkaichi Tag Team
- Dragon Ball Z: Ultimate Tenkaichi
- Elvandia Story
- Escape from Bug Island (Necro-Nesia en Japón)
- Fire Pro Wrestling
- Michigan
- King of Colosseum
- King of Colosseum II
- LifeSigns: Surgical Unit
- Racingroovy (junto con Sammy Studios)
- Shinjyuku no Ōkami
- Twilight Syndrome: Kinjiratera Toshi Densetsu
- 428: Shibuya Scramble (PlayStation 3 y PlayStation Portable)

### Desarrollado como Chunsoft
- The Portopia Serial Murder Case (1983)
- Dragon Quest (1986)
- Dragon Quest II (1987)
- Dragon Quest III (1988)
- Dragon Quest IV: Capítulos de los Elegidos (1990)
- Famicom Jump II: Saikyō no Shichinin (1991)
- Dragon Quest V: La prometida celestial (1992)
- Otogirisō (1992)
- Tornek's Great Adventure: Mystery Dungeon (1993)
- Kamaitachi no Yoru Advance (1994)
- Banshee's Last Cry (1994)
- Mystery Dungeon: Shiren the Wanderer (1995)
- Machi: Unmei no Kousaten (1998)
- Torneko: The Last Hope (1999)
- Shiren the Wanderer 2 (2000)
- Shiren the Wanderer GB2 (2001)
- Dragon Quest Characters: Torneko Great Adeventure 2 Mistery Dungeon (Torneko: The Last Hope) (2001)
- Dragon Quest Characters: Torneko no Daibōken 2 (2002)
- Dragon Quest Characters: Torneko's Grat Adventure 3: Mystery Dungeon (2004)
- The Nightmare of Druaga: Fushigino Dungeon (2004)
- Pokémon Mundo Misterioso: Equipo de Rescate Azul y Rojo (2005)
- Homenland (2005)
- Mystery Dungeon: Shiren the Wanderer (2005)
- Shiren the Wanderer DS2 (2006)
- Imabikisō (2007)
- 428: Shibuya Scramble (2007)
- Shiren the Wanderer (2008)
- Pokémon Mundo Misterioso: Exploradores del Tiempo y Exploradores de la Oscuridad (2009)
- Pokémon Mystery Dungeon: Kepp Going! Blazing Adventure Squad!, Let's Go! Stormy Adventure Squad!, and Go For It! Light Adventure Squad! (2009)
- Nine Hours, Nine Persons, Nine Doors (2009)
- Shiren the Wanderer: The Tower of Fortune and the Dice of Fate (2010)
- Pokémon Mundo Misterioso: Exploradores del Cielo (2010)
- Kowa-Oto (2010)
- Shiren the Wanderr 4: The Eye of God and the Devil's Navel (2010)
- Zombi Daisuki (2011)
- Wii Play: Motion (2011)
- Zero Escape: Virtue's Last Reward (2012)

### Desarrollado como Spike Chunsoft
- Conception: Mena no Kodomo o Undekure! (PlayStation Portable, PlayStation 4, 2012) (único lanzamiento)
- Kenka Banchō Bros. Tokyo Battle Royale (PlayStation Portable, 2012)
- Danganronpa: Trigger Happy Havoc (Android, iOS, PlayStation Vita, Windows PC, PlayStation 4, 2010)
- Danganronpa 2: Goodbye Despair (PlayStation Portable, PlayStation Vita, Windows PC, PlayStation 4, 2012)
- Shiren the Wanderer 4 Plus: The Eye of God and the Devil's Navel (Nintendo DS, PlayStation Portable, 2012)
- Pokémon Mundo Misterioso: Portales al infinito (Nintendo 3DS, 2012)
- Conception II: Children of the Seven Stars (Nintendo 3DS, PlayStation Vita, Windows PC, PlayStation 4, 2013)
- StreetPass Battle/Warrior's Way (Nintendo 3DS, 2013)
- Nine Hours, Nine Persons, Nine Doors (iOS, 2013)
- Attack of Titan: Humanity in Chains (Nintendo 3DS, 2013)
- J-Stars Victory VS (PlayStation 3, PlayStation Vita, 2014)
- Fossil Fighters: Frontier (Nintendo 3DS, 2014)
- Sekai Seifuku: Costume Fes. (PlayStation Vita, 2014)
- Danganronpa Another Episode: Ultra Despair Girls (PlayStation Vita, Windows PC, PlayStation 4, 2014)
- Danganronpa: Unlimited Battle (iOS, Androide, 2015)
- Kenka Bancho 6: Soul & Blood (Nintendo 3DS, 2015)[4]
- Ukiyo no Shishi (PlayStation 3, 2015)
- Ukiyo no Roushi (PlayStation Vita, 2015)
- Etrian Mystery Dungeon (Nintendo 3DS, 2015)
- Shiren the Wanderer: The Tower of Fortune and the Dice of Fate (PlayStation Vita, 2015)
- J-Stars Victory Vs (PlayStation 4, PlayStation 3, PlayStation Vita, 2015)
- Mystery Chronicle: One Way Heroics (PlayStation 4, PlayStation Vita, Windows PC, 2015)
- Pokémon Mundo Megamisterioso (Nintendo 3DS, 2015)[5]
- Exist Archive: The Other Side of the Sky (codesarrollado con Tri-Ace) (PlayStation 4, PlayStation Vita, 2015)[6]
- Mario & Sonic en los Juegos Olímpicos Río 2016 (Nintendo 3DS, 2016)
- One Piece: Burning Blood (PlayStation 4, Xbox One, PlayStation Vita, Windows PC, 2016)[7]
- Zero Time Dilemma (Nintendo 3DS, PlayStation Vita, Windows PC, 2016)[8]
- Fire Pro Wrestling World (Windows PC, PS4, 2017)[9]
- Danganronpa V3: Killing Harmony (PlayStation 4, PlayStation Vita, Windows PC, 2017)[10]
- Project Psync[11]
- Zanki Zero (PS4, PlayStation Vita, Windows PC, 2018)[12]
- Crystar(PS4,PC,2019)
- Pokémon Mundo misterioso: equipo de rescate DX (Nintendo Switch, 2020)

### Juegos localizados para su lanzamiento en Japón
- Hotline Miami (2012)
- The Witcher 2: Assassins of Kings (2012)
- Saints Row: The Third (2012)
- Kingdoms of Amalur: Reckoning (2012)
- Dead Island: Riptide (2013)
- Metro: Last Light (2013)
- Terraria (2013)
- Epic Mickey: Power of Illusion (2013)
- Epic Mickey 2: The Power of Two (2013)
- CastleStorm (2015)
- Hotline Miami 2: Wrong Number (2015)
- The Witcher 3: Wild Hunt (2015)
- Crypt of the NecroDancer (2016)
- Cadence of Hyrule (2019)